# Odvan
Odvan, właśc. Odvan Gomes Silva (ur. 26 marca 1974 r. w Campos dos Goytacazes) – brazylijski piłkarz, reprezentant kraju grający na pozycji obrońcy. Grał na Pucharze Konfederacji 1999 i Copa América 1999.

## Kariera piłkarska
Przygodę z futbolem rozpoczynał w 1993 w klubie Americano FC. Od tego czasu grał w takich klubach jak Mineiros Esporte Clube, Mimosense Futebol Clube, CR Vasco da Gama, Santos FC, Botafogo FR, Coritiba FBC, Fluminense FC, D.C. United, Náutico Recife, Estrela Amadora, Bangu AC, Madureira Rio de Janeiro, Rio Bananal, Ituano Itu i Associação Desportiva Cabofriense. W 2009 ponownie był zawodnikiem klubu União Rondonópolis. W 2011 grał w EC São João da Barra. Rok 2012 spędził w Goytacaz. Karierę piłkarską zakończył w 2013 w klubie São José.

## Kariera reprezentacyjna
Karierę reprezentacyjną rozpoczął w 1998. W 1999 został powołany na Puchar Konfederacji 1999, w którym Brazylia dotarła do finału. Zagrał także na Copa América 1999, gdzie Brazylia zdobyła szósty tytuł mistrzowski. Po raz ostatni w reprezentacji zagrał w 1999, dla której wystąpił w 12 spotkaniach.